# Protaetia turlini
Protaetia turlini är en skalbaggsart som beskrevs av Franz Antoine 1996. Protaetia turlini ingår i släktet Protaetia och familjen Cetoniidae. Inga underarter finns listade i Catalogue of Life.